# John Linnell (konstnär)

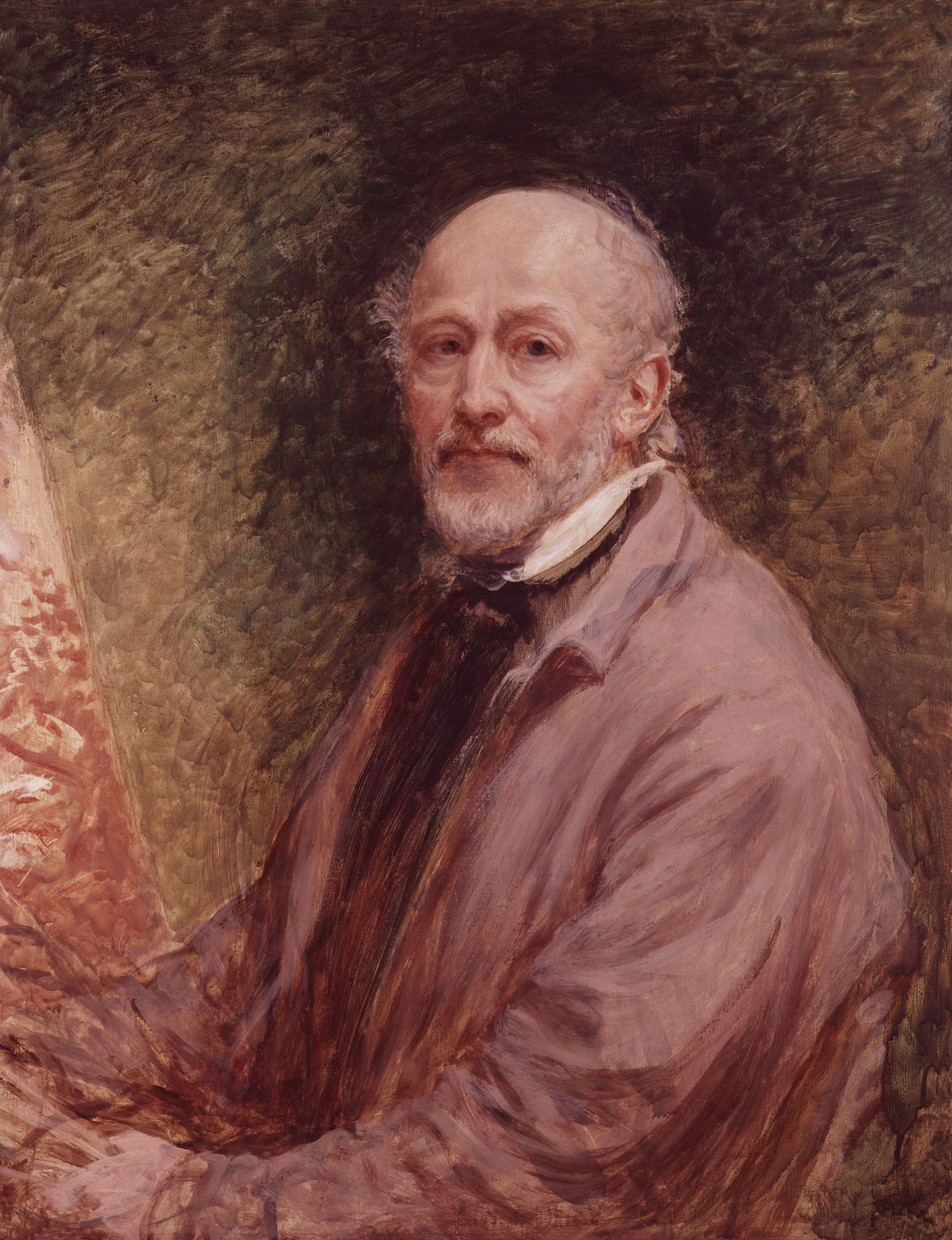
John Linnell, självporträtt.

John Linnell, född den 16 juni 1792 i London, död den 20 januari 1882, var en engelsk målare.

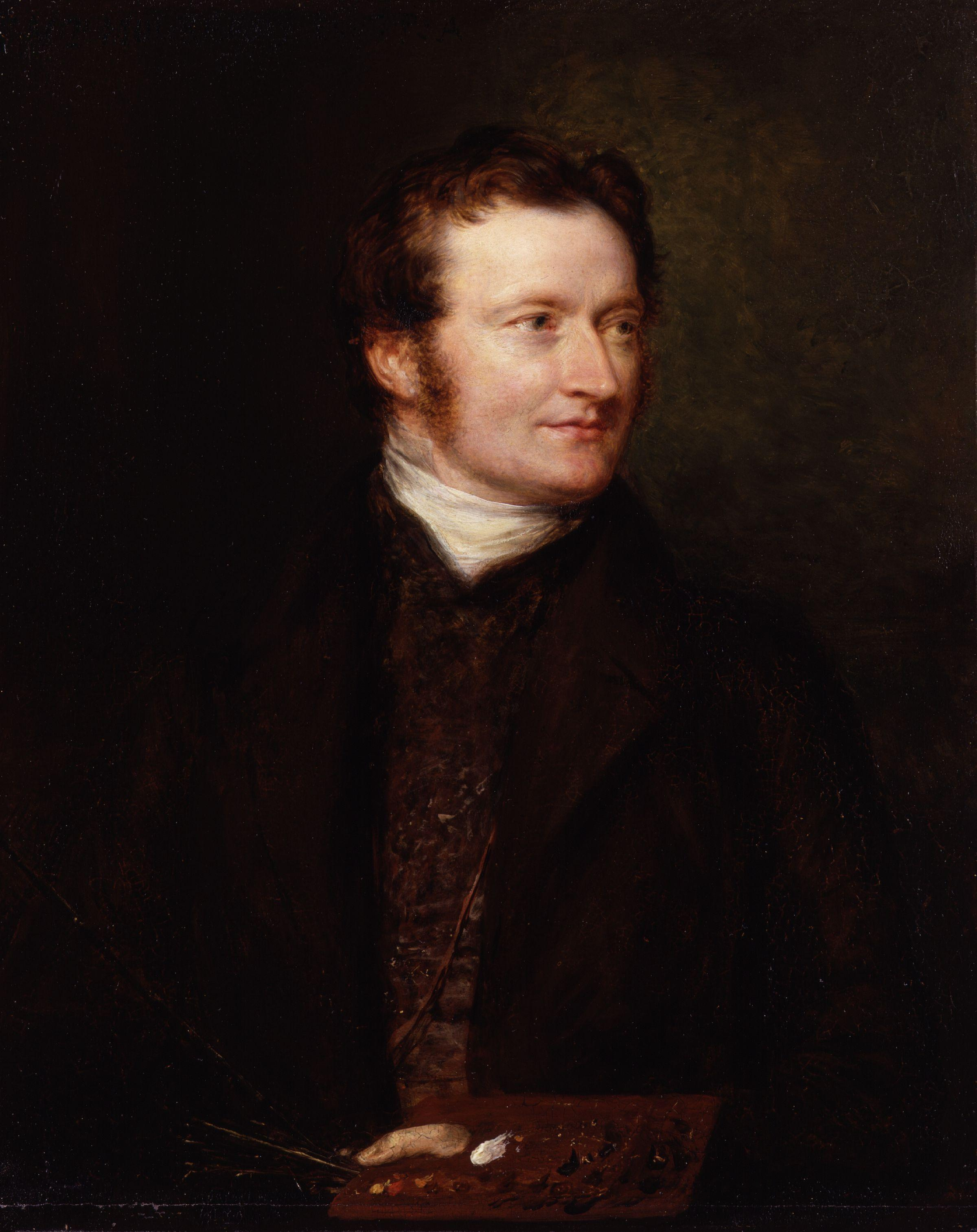
William Mulready, målad av John Linnell.

Linnell blev 1805 lärjunge av John Varley, utställde redan vid 15 års ålder och belönades 1807 och 1809 för landskapsmålningar. År 1821 försökte han sig även som porträttmålare. Han utmärkte sig genom kraftig kolorit. Av hans porträtt kan nämnas Thomas Carlyle (1844), sir Robert Peel och lord Lansdowne. 
Efter 1840 återgick han till landskapet och målade storartade naturscener, mästerliga i ljus och luft, som Väderkvarn och Skogsparti med trädfällning (bägge i Londons nationalgalleri), Aftonen före syndafloden (1848), Odysseus återkomst (1849) med flera. 
Ännu på 1870-talet utförde han flera tavlor, såsom Den annalkande stormen, Höst (1877) och Heden (1878). Han behandlades kort efter sin död i en monografi av Story (2 delar, 1892). Även Linnells tre söner, James Thomas Linnell, Thomas G. Linnell och William Linnell, blev målare. 